# هاري دنيس (دي جيه)
هاري دنيس (بالإنجليزية: Harry Dennis)‏ هو مغن مؤلف ودي جيه أمريكي، ولد في 17 ديسمبر 1956 في شيكاغو في الولايات المتحدة.